# Affaire Behrami et Behrami contre France et Saramati contre France, Allemagne et Norvège
Behrami contre France et Saramati c. France, Allemagne et Norvège est une décision d'irrecevabilité de la Cour européenne des droits de l'homme (CEDH) du 15 novembre 2006, portant sur deux affaires, par laquelle celle-ci a considéré qu'elle n'était pas compétente pour connaître des interventions des États au Kosovo effectuées dans le cadre de la Mission d'administration intérimaire des Nations unies au Kosovo (MINUK) et de la KFOR, instituées par la résolution 1244 du Conseil de sécurité (1999) prise sous l'égide du chapitre VII de la Charte des Nations unies.

## Les faits de Behrami c. France
Deux jeunes garçons ont été atteints, en mars 2000 près de Mitrovica, par une bombe à fragmentation qui n'avait pas explosé, causant la mort de l'un d'entre eux et la cécité de l'autre. Leur père porte plainte devant le Bureau des plaintes du Kosovo, affirmant que la France s'était rendue coupable de négligence en ayant omis de désamorcer ces bombes, larguées par l'OTAN lors des bombardements du Kosovo de 1999.
Une enquête de police de la MINUK montra qu'un officier français de la KFOR avait admis que celle-ci avait connaissance depuis des mois de la présence de ces bombes. Le rapport de police, du 18 mars 2000, concluait ainsi à un « homicide involontaire par imprudence ».
La France refusant de prendre en compte la plainte qui lui avait été transmise et, par conséquent, de la transmettre au Tribunal aux armées de Paris, le père Behrami porta l'affaire devant la CEDH, invoquant une violation de l'art. 2 de la Convention européenne (droit à la vie).

## Les faits de Saramati c. France, Allemagne et Norvège
Dans l'affaire Saramati, ce dernier avait été arrêté et mis en détention par la police de la MINUK pour tentative de meurtre et possession illégale d'armes, ayant été inculpé par un juge le 25 avril 2001. Libéré en juillet 2001, il fut de nouveau arrêté, immédiatement, par un officier norvégien de la KFOR. Celui-ci affirmait agir en vertu de la résolution 1244 autorisant cette détention afin de « préserver un environnement sûr et sécurisé » et la sécurité des troupes. Jugé coupable de meurtre en janvier 2002, il fut transféré dans un centre de détention de la MINUK à Pristina, où il fut détenu jusqu'à ce que la Cour suprême du Kosovo casse le jugement en le renvoyant au fond.
Saramati porta plainte devant la CEDH pour violation de l'art. 5 (droit à la liberté et à la sûreté), 6 (droit à un procès équitable) et 13 (droit à un recours effectif) de la Convention, qui décida de l'affaire avant que le nouveau procès au fond ait lieu. Il affirme que sa détention fut décidée par le seul officier de la KFOR sans qu'aucune autre autorité n'ait été responsable.

## L'arrêt
La CEDH, réunie en grande chambre présidée par Christos Rozakis, a déclaré les deux affaires irrecevables, considérant qu'elle n'était pas compétente. 
Celle-ci soulevait d'abord des problèmes d'extraterritorialité, puisque le territoire des États attaqués étaient distincts des lieux où les faits se produisirent. Le Kosovo et la République fédérale de Yougoslavie (RFY) n'étaient alors pas partie à la Convention européenne des droits de l'homme (la RFY n'étant pas non plus membre de l'ONU).
« §121. Premièrement, [la Cour] a établi quelle entité, de la KFOR ou de la MINUK, était mandatée en matière de détention et de déminage, ce dernier point prêtant à controverse entre les parties. Deuxièmement, elle a recherché si l'action litigieuse de la KFOR (la détention dans l'affaire Saramati) et l'inaction de la MINUK (l'inexécution du déminage dans l'affaire Behrami) pouvaient être attribuées à l'ONU : ce faisant, elle a examiné si le chapitre VII donnait un cadre à la KFOR et la MINUK, et, dans l'affirmative, si leurs actions ou omissions litigieuses pouvaient en principe être attribuées à l'ONU. La Cour a utilisé le mot « attribution » dans le sens donné à ce terme par la CDI dans l'article 3 de son projet d'articles sur la responsabilité des organisations internationales (paragraphe 29 ci-dessus). Troisièmement, la Cour a alors examiné si, néanmoins, elle avait compétence ratione personae pour contrôler les actions ou omissions des États défendeurs commises au nom de l'ONU. »
Elle a d'abord considéré que les opérations effectuées par les États en vertu d'un mandat du Conseil de sécurité étaient de la responsabilité des Nations unies, et non des États en question. Plus précisément, elle a considéré que les opérations de la KFOR étant dirigées par l'OTAN, qui lui-même devait répondre du Conseil de sécurité, celui-ci était l'ultime responsable en cause, détenteur du « contrôle ultime »:
« §133. La Cour estime que la question clé à trancher est celle de savoir si le Conseil de sécurité avait conservé l'autorité et le contrôle ultimes et si seul le commandement opérationnel était délégué. Ce modèle de délégation est à présent un substitut établi des accords au titre de l'article 43 qui n'ont jamais été conclus. »
Elle a ensuite considéré qu'elle n'avait pas l'autorité pour juger de la validité des décisions du Conseil de sécurité, et qu'appliquer en l'espèce la Convention européenne des droits de l'homme reviendrait à « interférer avec l'accomplissement des missions-clé des Nations unies ».
Cette décision a été critiquée par de nombreux commentateurs, à la fois sur le premier point et le second: 
« Il semble inimaginable que la Cour ait voulu affirmer que le maintien de la paix pouvait se faire au prix de la violation des droits de l’homme et pourtant c’est ce qui transparaît en filigrane. »